# ماريا من مولينا
ماريا ألفونسو تليز دي مينيزيس المعروفة بـ ماريا دي مولينا (حوالي 1265- 1321)؛ هي ملكة قشتالة وليون القرينة بزواجها من سانتشو الرابع بين عامي 1284 حتى 1295، وبعدها شغلت منصب وصية على العرش على ابنها فرناندو الرابع (1295- حوالى 1301) وأيضا على حفيدها ألفونسو الحادي عشر (1321-1312).
هي ابنة ألفونسو دي مولينا ومايور ألفونسو دي مينيزيس وحفيدة ألفونسو التاسع ملك ليون والملكة برينغيلا من قشتالة من ناحية والدها.

## الذرية
- تزوجت ماريا من سانشو في 1282 ورغم ضغوط روما لفصل الزواج لـ قرابة العصب إلا أن الزواج استمر حتى النهاية، واستطعت إنجاب حوالى سبعة أبناء له، خمسة أبناء منهم وصلوا إلى سن الرشد:

1. إيزابيلا (1283-1328)، تزوجت أولا من خايمي الثاني ملك أراغون، وثانياً جان الثالث، دوق بريتاني.
2. فرناندو الرابع (1285-1312)، متزوج كونستانس البرتغالية.
3. ألفونسو (1286-1291).
4. إنريكي (1288-1299).
5. إنفانتي بيدرو (1290-1319)، متزوج من ماريا ابنة خايمي الثاني ملك أراغون.
6. إنفانتي فيليبي (1292-1327)، متزوج من ابنة عمه مارغريتا ابنة ألفونسو دي لا سيردا إنفانتي قشتالة.
7. انفانتا بياتريس (1359-1293)، متزوجة من أفونسو الرابع من البرتغال.